# Зоряний шлях: Дискавері (сезон 2)
Другий сезон американського телесеріалу «Зоряний шлях: Дискавері» відбувається приблизно за десять років до подій оригінальної серії Зоряного шляху. Події стаються переважно на «USS Discovery» коли вони досліджують сім таємничих сигналів. Сезон виробництва CBS Studios спільно з Secret Hideout, «Roddenberry Entertainment», шоураннером був Алекс Куртцман.
Сонекуа Мартін-Грін виконує роль Майкл Бернем, першого офіцера «USS Shenzhou», а згодом і «Discovery», разом з Дагом Джонсом, Шазадом Латіфом, Ентоні Раппом, Мері Війсман і Джейсоном Ісааком.
Ці герої та їхній космічний корабель «USS Enterprise» були включені в сезон, щоб допомогти вирівняти серіал до канону Зоряного шляху. Сезон був офіційно замовлений у жовтні 2017 року, зйомки проходили в Торонто (Онтаріо) з квітня по грудень-го 2018. Гретхен Дж. Берг та Аарон Гарбертс, шоураннери першого сезону, повернулися на другий сезон, але під час виробництва їх замінив співавтор Курцман.
14-серійний сезон вийшов з 17 січня по 18 квітня 2019 року на потоковому сервісі CBS All Access. Багато критиків вважають, що це було покращенням у порвнянні з першим сезоном, відзначали його світліший тон, акторський склад (особливо Енсон Маунт і запрошену зірку Тіг Нотаро) та високу виробничу якість.

## У ролях

### Головні ролі
- Сонеква Мартін-Грін — Майкл Бернем
- Даг Джонс — Сару
- Ентоні Репп — Пол Сметс
- Шазад Латіф — Вок / Еш Тайлер
- Мері Вайзмен — Сільвія Тіллі
- Енсон Маунт — Крістофер Пайк

### Другорядні ролі
- Міа Кіршнер — Аманда Грайсон
- Тіг Нотаро — Джет Рено
- Мішель Єо — Філіппа Джорджі
- Алан ван Спренг — Леланд
- Джейн Брук — Катріна Корнуелл
- Ітан Пек — Спок
- Соня Сон — Габріель Бернем / Червоний ангел

### Запрошені зірки
- Джемс Фрейн — Сарек
- Мері Чіффо — Л'Релл
- Кеннет Мітчелл — Кол-Ша і Тенавік
- Ребекка Ромейн — Номер Один
- Мелісса Джордж — Віна
- Ядіра Гевара Пріп — Ме Гані Іка Галі Ка По

## Епізоди
| № п/п | № в сезоні | Назва                                                        | Режисер            | Сценарист                                     | Оригінальний показ | Оригінальний показ українською | Код            | Рейтинг        |
| --- | ---------- | ------------------------------------------------------------ | ------------------ | --------------------------------------------- | ------------------ | ------------------------------ | -------------- | -------------- |
| 16 | 1          | «Brother» «Брат»                                             | Алекс Куртцман     | Тед Салліван, Гретхен Берг, Аарон Гарбертс    | 17 січня 2019      | Буде оголошено                 | Буде оголошено | Буде визначено |
| На шляху до планети Вулкан, щоб забрати свого нового капітана — після зради Габріеля Лорки під час федераційно-клінгонської війни — «USS Discovery» отримує сигнал лиха від «USS Enterprise». Капітан Крістофер Пайк приймає екстрене командування «Дискавері» і пояснює, що «Ентерпрайз» розслідував явище семи таємничих червоних сигналів, коли зазнав катастрофічного пошкодження. Шість сигналів зникли, як зрештою і сьомий, коли «Дискавері» прибуває до місця призначення. Вони виявляють уламки корабля «US Hiawatha» — який пропав під час війни — на астероїді, виготовленому з небаріонової речовини. Всередині знаходиться інженер Джет Рено, який доглядав останніх, хто вижив з екіпажу. Всі вони транспортуються назад до «Дискавері». Командор Майкл Бернем бачить Червоного Ангела, перебуваючи на астероїді, а згодом відвідує пошкоджений «Ентерпрайз», щоб дослідити приміщення її прийомного брата Спока, який раніше взяв відпустку для особистого розслідування. Бернем виявляє, що йому ввижалися кошмари із семи сигналів.                                                                                                   |            |                                                              |                    |                                               |                    |                                |                |                |
| 17 | 2          | «New Eden» «Новий Едем»                                      | Джонанан Фрейкс    | Аківа Голдсман, Сін Кокрейн                   | 24 січня 2019      | Буде оголошено                 | Буде оголошено | Буде визначено |
| Бернем сперечається з Пайком щодо кошмарів і особистої відпустки Спока та дізнається, що Спок передав себе в психіатричну установу і попросив Зоряний флот не повідомляти його родину. «Дискавері» виявляє ще один із сигналів і використовує споровий привід, щоб миттєво подорожувати до планети Терралізіум з раніше невідомою людською колонією. Циклічна передача свідчить про те, що населення покинуло Землю під час третьої світової війни. Пайк і Бернем виводять команду дослідників на поверхню планети і знаходять первісне суспільство з релігією, що поєднує в собі різні людські віри. Під час розслідування команди аномалія виробляє радіаційний викид на рівні вимирання. Отримавши пораду від медичного працівника, енсин Сільвія Тіллі використовує фрагмент небаріонного астероїда для запобігання катастрофі, пізніше упізнавши в співробітниці однокласницю Мей Еарн, яка померла за п'ять років до того. Повернувшись на «Дискавері», Пайк переглядає кадри з камери шолома, виявленої на планеті, бачачи, що Червоний Ангел забрав населення із Землі — як в баченні Бернем.                                                  |            |                                                              |                    |                                               |                    |                                |                |                |
| 18 | 3          | «Point of Light» «Точка світла»                              | Олатунде Осунсанмі | Ендрю Колвілл                                 | 31 січня 2019      | Буде оголошено                 | Буде оголошено | Буде визначено |
| Мати Спока Аманда Грейсон дізнається, що він утік з психіатричної палати і розшукується за вбивство трьох лікарів. Вона викрадає його медичні картки і везе їх на «Дискавері» для розшифруваня. Грейсон впізнає в записах з дитинства Спока малюнок — Червоний Ангел. Бернем зізнається, що емоційно поранила Спока, коли він був молодим — щоб захистити його від логіки екстремістів Вулкана. На Квоносі голова клінгонського клану Кол-Ша погрожує вбити офіцера Зоряного флоту Еша Тайлера — колишнього клінгонського Вока — та лідера клінгонської імперії Л'Релл за те, що вони мають таємну дитину. Натомість Тайлер і Л'Релл вбивають його за допомогою Філіппи Джорджі, імператриці Дзеркального Всесвіту, а тепер агента 31-го відділу Зоряного флоту. Ухиляючись консолідувати владу, Л'Релл переконує Вищу раду Клінгона в тому, що Тайлер і дитина мертві. Джорджі доставляє дитину в монастир і вербує Тайлера до відділу 31. Бернем та інженер Пол Стамец використовують темну речовину для виведення паразита з Тіллі, що спричинило її галюцинацію.                                                                                   |            |                                                              |                    |                                               |                    |                                |                |                |
| 19 | 4          | «An Obol for Charon» «Обол для Харона»                       | Лі Роуз            | Джордон Нардіні, Гретхен Берг; Аарон Гарбертс | 7 лютого 2019      | Буде оголошено                 | Буде оголошено | Буде визначено |
| Жива розумна сфера розміром з планетоїда витягує «Дискавері» із варпу і знерухомлює корабель. Екіпаж припускає, що Сфера є доброзичливою, і зібрала величезні обсяги даних з усієї галактики, які не хоче втратити зі своєю смертю. Однак затримка Сферою «Дискавері» викликає Вахар'ай у Командора Сару — смертельний стан для його виду, келпіанців. Сфера передає свою інформацію екіпажу і вмирає, випускаючи «Дискавері» — щоб не потрапив у вибух. Сару просить Бернем допомогти підготуватися до смерті, вилучивши ганглії загрози, які відчувають небезпеку. Однак ганглії випадають самі і залишають Сару живим та здоровим, не переборюючи страху. Тим часом паразит знову прикріплюється до Тіллі, ізнову звертаючись до її спогадів, щоб спілкуватися в галюцинаціях. Паразит стверджує, що «Дискавері» майже знищив свою екосистему, використовуючи міцеліальну мережу, щоб здійснювати стрибки через космос із споровим приводом. Потім паразит поглинає особу Тіллі, не залишаючи від неї сліду. |            |                                                              |                    |                                               |                    |                                |                |                |
| 20 | 5          | «Saints of Imperfection» «Святі недосконалості»              | Девід Баррет       | Кірстен Бейєр                                 | 14 лютого 2019     | Буде оголошено                 | Буде оголошено | Буде визначено |
| Стамец і Бернем приходять до висновку, що Тіллі потрапила в міцеліальну мережу. Вона прокидається там з паразитом, який хоче, щоб Тіллі допомогла зупинити «монстра», який спустошує їхній світ. «Дискавері» знаходить човник, яким Спок врятувався від психіатричного відділення, щоб знайти Джорджі на борту. Відділ 31 призначає капітану Леланду Тайлера як зв'язкового, щоб гарантувати, що «Дискавері» не заважатиме розслідуванню справи Спока. «Дискавері» проводить напівстрибок у міцеліальну мережу, щоб надати Стамецу та Бернем обмежений час, аби знайти Тіллі, перш ніж мережа поглине корабель. Бернем і Стамец виявляють, що «монстром» є людина Сметс, Г'ю Калбер — колишній медпрацівник «Дискавері», якого Тайлер вбив під час війни. Стамец був підключений до мережі, коли Калбер помер, дозволивши спорі відтворити його енергію. Тепер Бернем переконує Мей використати кокон-паразит на «Дискавері», через який Тіллі транспортували в мережу, щоб відбудувати тіло Калбера в нормальному просторі. |            |                                                              |                    |                                               |                    |                                |                |                |
| 21 | 6          | «The Sounds of Thunder» «Звук грому»                         | Дуглас Аарніокоскі | Бо Йон Кім; Еріка Ліппольдт                   | 21 лютого 2019     | Буде оголошено                 | Буде оголошено | Буде визначено |
| Наступний загадковий сигнал приводить «Дискавері» до рідного світу Сару Камінару, де хижаки Келпієна, Баул, вимагають здати Пайка Сару, оскільки Зоряний флот погодився не вступати в конфлікт між двома видами. Пайк відмовляється, але Сару перевтілюється, щоб не допустити конфлікту. Тіллі працює з посиленим у технологічному плані командиром Айріамом, щоби перебрати інформацію Сфери про Камінар: вони дізнаються, що Вахар'ай Келпіенс колись був домінуючим видом Камінара і майже викорінив Баул, причому останній вижив лише завдяки своїй передовій технології відбирати келпіанців, перш ніж вони втратять ганглії загрози. Пайк використовує технологію Баула для запуску Вахар'ая у всіх келпіанців, сподіваючись, що обидва види можуть натомість працювати над мирним рішенням, як тільки келпіанці звільняться, і дізнаватися правду про своє минуле від сестри Сару жриці Сіранни. Баул намагається помститися за дії Зоряного Флоту, прагнучи здійснити винищення. Але зупиняє його Червоний Ангел, якого Сару розпізнає як гуманоїда, одягненого в високодосконалий костюм.                                                    |            |                                                              |                    |                                               |                    |                                |                |                |
| 22 | 7          | «Light and Shadows» «Світло й тіні»                          | Марта Каннінгем    | Тед Салліван; Вон Вілмотт                     | 28 лютого 2019     | Буде оголошено                 | Буде оголошено | Буде визначено |
| «Дискавері» зіштовхується з аномалією часу під час дослідження сигналу Червоного Ангела над Камінаром. Пайк і Тайлер досліджують аномалію в човнику, посилаючи у неї зонд. Цей самий зонд незабаром атакує їх, тепер модернізований майбутніми технологіями, які використовують комп'ютерну систему їх човника для таємного зараження Айріам. Вони знищують човник за допомогою Стамеца, оскільки його вплив на мережу дозволяє Стамецу ігнорувати невідповідність часової аномалії. Тим часом Бернем відвідує Вулкан, коли продовжує шукати Спока. Зіткнувшись з Грайсон, Бернем дізнається, що вона приховувала Спока, який переживає психологічний розлад, повторюючи фрази та серію цифр. Його батько Сарек доручає Бернем довіритися Зоряному флоту і вести Спока до відділу 31, щоб полікувати його розум. Лікарі відділу 31 стверджують, що можуть йому допомогти. Але Джорджі попереджає Аманду — Спок не переживе екстрактор пам'яті, який відділ 31 планує використовувати на ньому. Джорджі допомагає Бернем організувати атаку. Бернем і Спок утікають з корабля.                                                                          |            |                                                              |                    |                                               |                    |                                |                |                |
| 23 | 8          | «If Memory Serves» «Якщо працює пам'ять»                     | Т. Дж. Скотт       | Ден Дворкін; Джей Бітті                       | 7 березня 2019     | Буде оголошено                 | Буде оголошено | Буде визначено |
| Раніше «Ентерпрайз» відвідував Талос IV, де Пайк і Спок зустрічалися з талосіанами, істотами, які можуть створити неймовірні ілюзії. Пайк закохався у Віну, травмованого матроса Федерації з талосіан, але вона не могла покинути планету і вижити, в той час як Пайк вирішив повернутися на «Ентерпрайз». Зоряний флот заборонив майбутні візити до Талоса IV. Бернем і Спок таємно їдуть до Талоса IV, де талосіанці зцілюють розум Спока в обмін на спогади Бернем про емоційні рубці Спока. Спок стверджує, що він поєднався з Червоним Ангелом, мандрівником у часі, який намагається запобігти галактичній катастрофі в майбутньому. Стамец намагається відновити зв'язок з Калбером, який переживає кризу ідентичності. Калбер стикається з Тайлером, але усвідомлює, що він переживає подібну кризу. «Дискавері» забирає Спока і Бернем після того, як талосіанці допомагають Віні зв'язатися з Пайком, телепатично проектуючи ілюзії Спока і Бернем для відділу 31, щоб використати їх як відволікання. Рятуючись, «Дискавері» та його екіпаж стають втікачами від Зоряного флоту.                                                            |            |                                                              |                    |                                               |                    |                                |                |                |
| 24 | 9          | «Project Daedalus» «Проєкт Дедал»                            | Джонатан Фрейкс    | Мішель Парадайз                               | 14 березня 2019    | Буде оголошено                 | Буде оголошено | Буде визначено |
| Адмірал Зоряного флоту Катріна Корнуелл таємно сідає на «Дискавері», щоб допитати Спока. Вона демонструє відеозаписи, на яких зображено, як Спок вбиває трьох лікарів. Сару виявляє, що відділ 31 сфальсифікував кадри з використанням голограм, а Корнуелл спрямовує «Дискавері» до штабу 31 відділу, де зберігається штучний інтелект Зоряного флоту. За підробкою стоїть контрольна група, яка керувала відділом 31 при переслідуванні Спока. Бернем, співробітник служби безпеки Нан та Айріам потрапляють до штабу. Там вони знаходять персонал, включаючи керівництво відділу 31, мертвими — після того, як штучний інтелект відключив системи життєзабезпечення. Айріам доручено відновити контроль за призначенням Зоряного флоту. Тим не менш, вірусом майбутнього, який вона несе, є сам «Контроль» і замість цього намагається завантажити знання Сфери про весь штучний інтелект у базу даних. Айріам просить його викинути в космос, перш ніж Контроль отримає бажані знання, а Нан робить це, поки не пізно. Айріам помирає, переживаючи свій улюблений спогад з життя ще до того, як її технологічно доповнили.                         |            |                                                              |                    |                                               |                    |                                |                |                |
| 25 | 10         | «The Red Angel» «Червоний ангел»                             | Ганель Калпеппер   | Кпіс Сільвестрі; Ентоні Маранвіл              | 21 березня 2019    | Буде оголошено                 | Буде оголошено | Буде визначено |
| Під час підготовки до похорону Айріам її система очищається від вірусу «Контроль» разом із усіма іншими системами управління навколо Зоряного флоту. Роблячи це, Тіллі виявляє біонейронне сканування Червоного Ангела в коді Айріам, яке відповідає Бернем. Леланд показує, що відділ 31 створив костюм для подорожей у часі «Червоний ангел» двадцять років тому в гонці озброєнь з клінгонами і що батьки Бернем брали участь у цій програмі (з необережністю Леланда, що призвела до їх смерті). Зараз вони планують використовувати Бернем як приманку для Червоного Ангела. «Дискавері» подорожує до Ессоф IV, де є достатньо енергії для живлення їхньої пастки. Бернем залишається в непроникній для атмосфери планеті, поки не з'явиться Червоний Ангел. Корабель відділу 31 Леланд може закрити червоточину позаду Червоного Ангела, щоб зупинити подальший контроль за нею, хоча Леланд зазнає нападу нинішнього «Контролю», яке все ще активне на кораблі. Червоний Ангел потрапляє в пастку і оживляє на мить мертву Бернем, яка визнає фігуру своєю матір'ю.                                                                             |            |                                                              |                    |                                               |                    |                                |                |                |
| 26 | 11         | «Perpetual Infinity» «Нескінченна вічність»                  | Майя Врвіло        | Алан Мак-Елрой; Брендон Шульц                 | 28 березня 2019    | Буде оголошено                 | Буде оголошено | Буде визначено |
| Коли роки тому лабораторія Бернем була атакована клінгонами, мати Майкл одягла костюм для подорожей у часі, щоб повернутися в минуле у певну годину і попередити їх про напад. Натомість вона прибула через 950 років — щоб побачити, що все розумне життя знищене «Контролем». Закріпившись до сусідньої планети, доктор Бернем зробила понад 840 спроб змінити майбутнє, включаючи переселення людей на свою планету, Терралізіум, щоб перевірити, як вона може змінити історію. Намагаючись перешкодити «Контролю» отримувати дані Сфери, доктор Бернем відповідала за перетин шляхів з «Дискавері». Тепер екіпаж «Дискавері» планує завантажити дані в костюм і відправити їх у майбутнє, де «Контроль» не зможе отримати до них доступ, зберігаючи доктора Бернем в даний час, але контрольований Леланд перехоплює їх завантаження. Джорджі і Тайлер стикаються з Леландом, причому Тайлер серйозно поранений, але здатний попередити «Дискавері». Екіпаж змушений скоротити передачу і відпустити доктора Бернем в майбутнє, а костюм тепер пошкоджений. Контроль-Леланд втікає з половиною даних сфери.                                        |            |                                                              |                    |                                               |                    |                                |                |                |
| 27 | 12         | «Through the Valley of Shadows» «Долиною смертоносних тіней» | Дуглас Арнікоскі   | Бо Йон Кім; Еріка Ліппольдт                   | 4 квітня 2019      | Буде оголошено                 | Буде оголошено | Буде визначено |
| Новий сигнал з'являється над Боретом, священним для клінгонів місцем, де знаходиться клінгонський монастир і ченці охороняють кристали часу. Тайлер і Л'Релл залишили свого сина на виховання у ченців. Пайк відвідує монастир, щоб дістати кристал часу і виявляє, що син зараз вже дорослий монах на ім'я Тенавік. Тенавік пояснює, що на життя на Бореті впливають кристали, і якщо Пайк візьме його, він не зможе змінити майбутнє, яке йому показує кристал. Пайк бачить майбутнє, коли він зазнає серйозних втрат під час аварії, але вирішує взяти кристал, щоб служити більшому благу. Тим часом Бернем і Спок досліджують корабель відділу 31, який зареєструвався на десять хвилин пізніше, ніж зазвичай, і знаходять весь екіпаж мертвим. За винятком одного — Камрана Ганта, старого колеги Бернем, який був одержимий «Контролем» та спробував взяти на себе з допомогою Бернем контроль над «Дискавері». Незабаром прибуває флот відділу 31, що змушує Пайка наказати знищити «Дискавері», щоб тримати дані Сфери подалі від контролю.                                                                                                   |            |                                                              |                    |                                               |                    |                                |                |                |
| 28 | 13         | «Such Sweet Sorrow» «Така солодка печаль-1»                  | Олатунде Осунсанмі | Мішель Парадайз; Дженні Лумет; Алекс Куртцман | 11 квітня 2018     | Буде оголошено                 | Буде оголошено | Буде визначено |
| "Дискавері" втікає і зустрічається з «Ентерпрайзом». Екіпаж «Дискавері» евакуюється на інший зоряний корабель. Звідти вони ініціюють самознищення, але дані Сфери бере на себе управління системи «Дискавері» і запобігає цьому. Також система захищається від торпед. Бернем пропонує використати кристал часу для перенесення самого «Дискавері» в майбутнє, де «Контроль» не може дістатися до нього, плануючи надіти копію костюму матері, щоб повести туди корабель. Пайк погоджується і полишає керувати команду «Ентерпрайзу», щоб не відволікати контроль. З'являється новий сигнал, який веде «Дискавері» та «Ентерпрайз» на планету Ксахея, якою править подруга Тіллі, королева Ме Гані Іка Галі Ка По. Блискучий інженер, По допомагає Стамецу, Тіллі та Рено підготувати костюм та кристал часу для подорожі. Деякі з екіпажу «Дискавері» вирішили залишитися з Бернем, як і Джорджі, тоді як Пайк робить Сару виконуючим обов'язки капітана. Коли прибуває флот відділу 31, «Дискавері» та «Ентерпрайз» готуються до бою, поки костюм та часовий кристал допрацьовуються.                                                                |            |                                                              |                    |                                               |                    |                                |                |                |
| 29 | 14         | «Such Sweet Sorrow» «Така солодка печаль-2»                  | Олатунде Осунсанмі | Мішель Парадайз; Дженні Лумет; Алекс Куртцман | 18 квітня 2019     | Буде оголошено                 | Буде оголошено | Буде визначено |
| Тайлер отримує в допомогу клінгонський флот для допомоги в битві, тоді як Сіранна прибуває з винищувачами Баула після отримання прощального повідомлення від Сару. Стамец серйозно поранений, і ним опікується Калбер. Торпеда відділу 31 проникає на «Ентерпрайз» без детонації, але вторинна детонація вбиває Корнуелла після опечатування прилеглої території. Контроль-Леланд висаджується на «Дискавері» і зазнає поразки, коли Джорджі намагнічує нанітів у своєму тілі, дозволяючи флоту відділу 31 її знищити. У костюмі Бернем подорожує в минуле і задає п'ять сигналів, що привели їх до цього моменту. Потім вона встановлює шостий для «Дискавері», який Бернем слідкуватиме, коли вона подорожуватиме в майбутнє на 900 років, і обіцяє встановити сьомий, коли вони прибудуть. «Ентерпрайз» повідомляє Зоряний флот, що «Дискавері» було знищено в битві, і їм наказано більше ніколи не говорити про це або про екіпаж (за рекомендацією Спока, щоб запобігти іншому прецеденту, такому як «Контроль»). Тайлеру призначено командувати відділом 31. Через кілька місяців «Ентерпрайз» виявляє сьомий сигнал. Починається нова пригода. |            |                                                              |                    |                                               |                    |                                |                |                |